# Simfonia

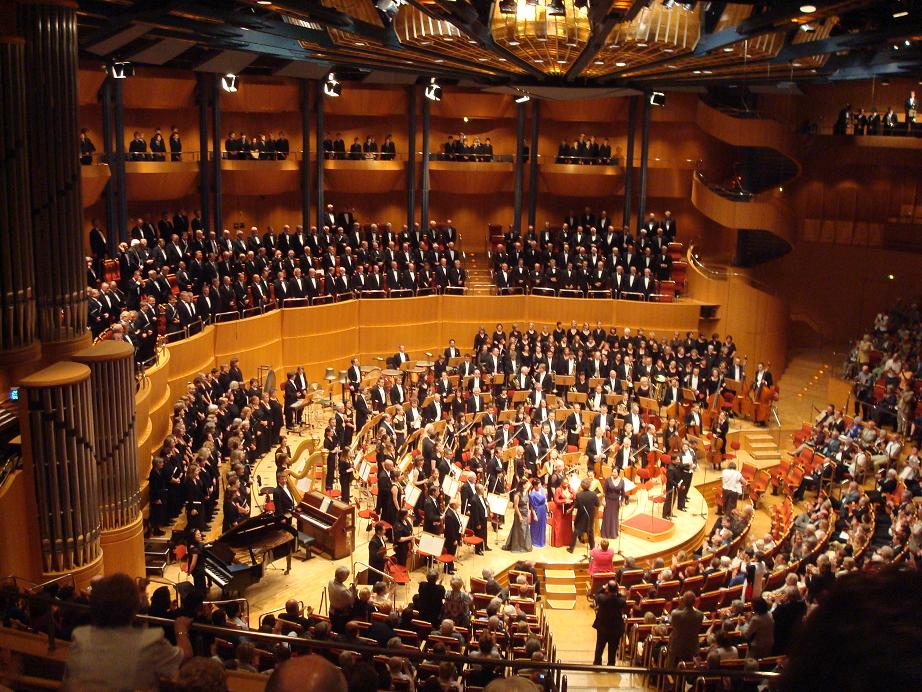
Una representació de la vuitena simfonia de Gustav Mahler a la Kölner Philharmonie. L'orquestra és la Wuppertaler Sinfonieorchester, dirigida per Heinz-Walter Florin

Una simfonia és una composició musical, més aviat extensa, normalment composta per ser interpretada per una orquestra i que comprèn diversos moviments. Simfonia no es refereix a una forma musical específica (tot i que no són pas pocs els autors que encara la consideren una forma musical) sinó un gènere de la música orquestral per ser escoltada preferentment en una sala de concerts.
En aquest sentit, la simfonia és un invent de la societat de la segona meitat del segle xviii, en ple classicisme, que respon a un pla tonal preestablert que admet una certa flexibilitat controlada, en la creació del qual va tenir un paper destacat Joseph Haydn. De totes maneres, aquest concepte, que és el més habitual des de la segona meitat del segle xviii fins a l'actualitat, no és l'únic que aquest mot ha tingut. Cal afegir-hi aquests, si més no:
- A l'antiga Grècia, el mot significava un interval consonant.
- A l'edat mitjana aquest mateix concepte (amb grafies diverses) de concordança fa que el mot denomini l'uníson. El mot castellà zanfona deriva d'aquest en referència a aquest instrument.
- També a l'edat mitjana el mot dona nom a un instrument de la família de la viola de roda.
- Durant els segles xvii i xviii, la simfonia era la composició instrumental que es col·locava al començament d'una òpera, d'un oratori o d'altres composicions en gèneres afins. Posteriorment això rebria el nom d'obertura.

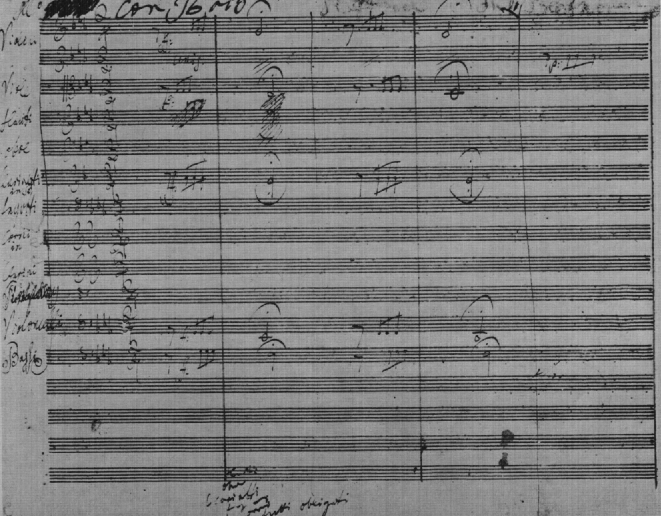
Autògraf de la primera pàgina de la Cinquena simfonia de Beethoven

## Primers significats del mot simfonia
El mot simfonia té una llarga història al català. Al català antic hi havia el mot samfònia, «acord de veus i sons diversos» alterat en sanfoina i més tard en samfaina, aplicat a una mena de salsa, a la qual diferents gusts es mariden de manera harmoniosa. Prové del llatí symphonia, manllevat al seu torn de l'adjectiu grec σύμφωνος symphōnos (que sona junts). A la Grècia clàssica s'utilitzava per denotar concordança entre sons simultanis o successius. Al segle xiv se'n va fer un nou derivat cult simfonia que significava acord de veus i de sons o concert. En llatí medieval, symphonia es troba tant durant l'edat mitjana com al Renaixement.
En unes es referia al concurs harmoniós de veus i instruments o a un concert; però també va tenir altres significats. En la teoria medieval va designar la consonància com a concepte oposat al de diaphonia que significava la dissonància. En aquesta mateixa línia, en alguns moments també va designar l'uníson com a quelcom diferent de l'antiphonos —l'octava— i del paraphonos que eren els intervals de quarta i quinta (anomenats, també en algunes fonts amb els denominadors d'arrel grega diatessaron i diapente).
També durant l'edat mitjana, el mot es va utilitzar per denominar alguns instruments, i en general aquells que tenien dues parts o elements que havien de consonar entre ells. El més conegut fou, en la forma francesa symphonie i en altres que derivaren d'aquesta (com chifonie, zanfona, zanfonía, ...) per referir-se a l'organistrum, és a dir, a una forma de viola de roda en ús a l'edat mitjana. Probablement va rebre el nom en referència a la consonància que es donava entre els diferents sons simultanis que feia l'instrument.
Però la primera utilització del mot per referir-se a una obra en concret es troba a l'obra de Giovanni Gabrieli, concretament a les seves Sacrae symphoniae del 1597 que van ser seguides, el 1629, per les Symphoniae sacrae de Heinrich Schütz i d'altres compositors d'aquell moment en referència a moments en estil concertant, normalment per a veus i instruments.
A partir del segle xvii es va estendre, des d'Itàlia, el concepte de simfonia (habitualment en la forma italiana sinfonia) a moviments instrumentals de caràcter introductori d'òperes, oratoris, cantates, així com a seccions instrumentals inicials i als (ritornellos) d'àries i conjunts, així com a obres de conjunt que podrien ser classificades com a concertos i sonates. El factor comú a tota aquesta varietat d'usos del mot és que eren part d'una obra de més envergadura i de més parts o moviments.
L'antecedent immediat del concepte habitual de simfonia és la simfonia d'òpera que a les primeres dècades del segle xviii tenia com a estructura estàndard ràpid-lent-ràpid, aquest darrer en un ritme de dansa. Partint d'Itàlia va ser molt emprada a Anglaterra i Alemanya. En aquest sentit el terme era absolutament intercanviable amb el d'obertura per a la mateixa funció i estructura.

## Compositors de simfonies cèlebres
- Beethoven amb les seves nou simfonies va ser el mestre a seguir per les altres generacions de músics. La tercera simfonia, coneguda com a Heroica, és la més emocional mentre que a la novena simfonia innova amb la inclusió de solistes i cors.
- Robert Schumann, Felix Mendelssohn i Hector Berlioz van compondre simfonies considerades dins del corrent del Romanticisme.
- Johannes Brahms, Anton Bruckner, Antonín Dvořák, Piotr Ilich Txaikovski i Camille Saint-Saëns van ser altres autors de simfonies de la segona meitat del segle xix.
- A principi de segle xx Serguei Rakhmàninov i Carl Nielsen, van continuar escrivint simfonies tradicionals de quatre moviments mentre que Gustav Mahler i Jean Sibelius van ser més innovadors.
- Els músics posteriors van continuar escrivint simfonies però sense subjectar-se a unes normes estrictes.

## La simfonia alseglexviii[7]
La simfonia entesa com a gènere de la música orquestral sorgí a mitjan segle xviii —en el període i estil musical que sovint s'ha anomenat «preclassicisme»— i quedà consolidada en els seus patrons principals durant el Classicisme. El seu precedent immediat era la sinfonia avanti l'opera, és a dir, la successió de moviments orquestrals que donaven inici o feien d'introducció a una òpera, tant a Itàlia com arreu d'Europa on aquest gènere triomfava. Aquesta sinfonia tenia tres moviments; el primer era ràpid, el segon era lent i podia ser sobre el patró rítmic de la siciliana, i el tercer, altra vegada ràpid, acostumava a adoptar el contorn rítmic i melòdic de la giga o bé d'un minuet.
Des de ben aviat es divulgà el costum d'interpretar aquestes simfonies d'òpera desvinculades de la resta de l'obra, de manera que ja no feien funció d'obertura o introducció sinó que adquirien una entitat pròpia malgrat que se les continuava coneixent en referència a l'òpera de la qual provenien. La possibilitat que una peça orquestral en tres moviments, de caràcter breu, existís com a tal i es pogués interpretar com a tal en un concert, provocà la demanda de més composicions noves seguint aquest model o patró, de manera que es van començar a compondre altres simfonies que ja no estaven destinades a introduir una òpera sinó a ser tocades en un concert. Aquest augment de la demanda va fer que cada vegada fossin més compositors i de més llocs diversos els que seguissin aquesta moda, de manera que la composició de simfonies es va difondre per Europa; al mateix temps, aquest mateix fenomen provocà que les peces compostes cada vegada tinguessin més envergadura i entitat, atès que no eren introductòries sinó essencials.
A part, també l'obertura francesa, la sonata a trio o el concerto grosso van ser diversos patrons compositius i gèneres musicals del barroc que van contribuir, en graus diversos, a forjar la simfonia.
Al mateix temps van tenir lloc dos altres fenòmens paral·lels. D'una banda, la forma sonata que s'havia forjat i establert en aquells anys va ser la que es va considerar, habitualment, com a la més indicada per bastir el primer moviment de les noves simfonies. De l'altra, un gènere que inicialment era per a orquestra de corda i baix continu va incloure altres instruments (primer les trompes, després els oboès, més tard altres de vent i de les timbales...) i va abandonar la pràctica del baix continu. D'aquesta manera, el tractament tímbric, important en qualsevol obra orquestral, va passar a tenir una gran importància des del punt de vista dels temes, quelcom essencial no sols a la forma sonata sinó al classicisme en general.
En aquest procés van destacar diversos focus de producció arreu d'Europa. Al Nord d'Europa, la cort de Berlín on treballà Carl Philipp Emanuel Bach; també a Alemanya la cort de Mannheim reuní un important grup de compositors i d'intèrprets que hom coneix com a Escola de Mannheim, que són considerats com un dels elements de més importància de la formació de l'estil clàssic i, també, de la simfonia. Hi destacarem Johann Stamitz, Christian Cannabich, Franz Xaver Richter, etc. Més al sud, a Viena, foren importants, per entendre aquest procés formatiu, les simfonies de Georg Christoph Wagenseil, Florian Leopold Gassmann i altres. I, finalment, al sud dels Alps, les obres de Giovanni Battista Sammartini compostes a Milà. Així, tot i que l'estil de la simfonia del segle xviii florí sobretot en les obres austríaques de Haydn i de Mozart, la formació d'aquest gènere fou un procés més global.
Per tot això, la denominació de Haydn com a «pare de la simfonia» no és exacta en el sentit formatiu, però sí en el de la difusió: si durant el classicisme es van compondre més de 16.000 simfonies arreu d'Europa i Nord-amèrica fins als primers anys del segle XIX en bona part fou gràcies a la petja que van deixar i la popularitat que el gènere adquirí, mercès a l'obra de Haydn i a la dels moltíssims emuladors que aquest fenomen trobà arreu. Mentre que el quartet de corda, i en general la música de cambra, es va considerar música per a públics erudits, la simfonia fou sempre, a l'època del classicisme, un gènere força més popular. I no sols popular; gaudí d'una centralitat total en el classicisme i en la seva expansió; és a dir, en el fenomen que va fer d'aquest estil un veritable classicisme.
Haydn, autor de 104 simfonies, gairebé sempre aplica el model de simfonia en quatre moviments (en alguns moments segon l'estructura barroca de sonata da chiesa), tal com ja es trobava en la majoria de les obres de l'escola de Mannheim. En els primers temps sembla dubtar entre noms diversos per a estructures quasi calcades. Aquest model, difós per Haydn i que queda com a universal durant unes dècades és el següent:
- Primer moviment ràpid normalment en forma de sonata. A vegades, sobretot en obres de Haydn del darrer període compta amb una introducció breu, lenta que alguns consideren una influència de l'obertura francesa.
- Segon moviment, lent, normalment en una tonalitat veïna, la dominant, la subdominant, el relatiu o la tònica en canvi de mode.
- Tercer moviment com una dansa (minuet amb el seu corresponent trio)
- Quart moviment, ràpid en forma de rondó o de sonata.

Les 41 simfonies de Mozart constitueixen un corpus musical que, tot i contenir obres mestres —algunes d'elles també en l'estètica dramàtica i preromàntica del Sturm und Drang que també cultivaren el mateix Haydn, Vanhal i altres en llurs simfonies—, especialment les del període final, no van tenir ni la repercussió ni la influencia en el futur del gènere que van tenir les de Haydn. Durant el seu període de Salzburg va escriure un nombre considerable de simfonies en tres moviments, tot i que fins i tot en aquesta època es va inclinar majoritàriament per les de quatre, que ja era el patró establert.

### La simfonia a Catalunya alseglexviii[12]

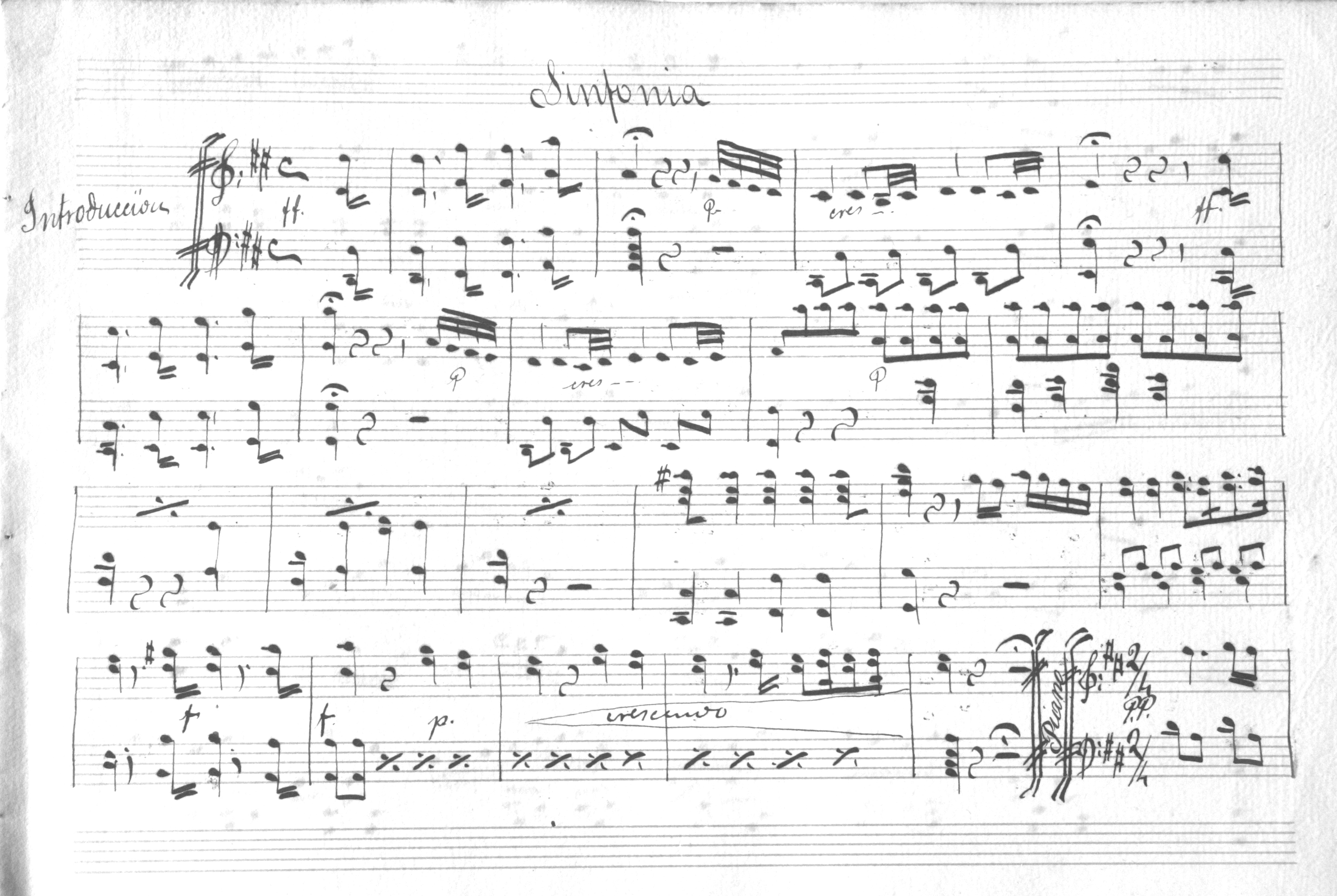
Primera pàgina d'una simfonia de Carles Baguer, transcrita per a piano a final del

Les primeres obres escrites per compositors catalans que porten el nom de simfonia daten de poc abans del 1760 i es tracta de composicions en tres moviments (ràpid-lent-ràpid) que seguien models italians. Els seus autors foren Josep Duran, Antoni Rossell, Salvador Reixach i, sobretot, Josep Fàbrega, a més de Francesc Parera i Miquel Junyer. Jacint Gayet va reorquestrar un quartet de Johann Stamitz la qual cosa testimonia que els autors catalans conegueren no sols models italians sinó també de l'escola de Mannheim.
Aquest fou el panorama a Catalunya fins que, l'any 1781 o 1782, arribà la música de Haydn. A partir d'aquell moment el panorama musical s'alterà a causa d'aquesta influència, tal com succeïa arreu. Així, a les dues darreres dècades del segle xviii i fins a l'inici de la Guerra del Francès, una sèrie d'autors catalans van emular l'estil simfònic de Haydn i van escriure simfonies en quatre temps segons el patró centreeuropeu. El més destacat d'aquest grup fou Carles Baguer de qui es coneixen vint simfonies a més d'altres que sols han arribat en versió per a tecla però que presumiblement serien reduccions d'uns originals orquestrals que avui s'han perdut. D'aquestes, tretze segueixen aquest patró en quatre temps, mentre que les altres són en un únic moviment, de caràcter ràpid, més lleuger que el primer moviment de les que en tenen quatre, i sovint amb una introducció breu lenta. Això el converteix en el compositor amb una producció simfònica més gran a la península, al llarg del segle xviii. Altres autors contemporanis seus que també van escriure simfonies són Ferran Sor, Bernat Bertran, Tomàs Presas, Esteve Vinyals i Carles Quilmetes.
Totes elles s'han trobat en arxius eclesiàstics catedralicis més que no pas monacals i conventuals, la qual cosa testimonia que –contràriament al que succeïa als grans centres europeus– es tractava de música religiosa instrumental. Són, en general, obres que adapten alguns trets macroestructurals i fins i tot melòdics de les obres de Haydn que es coneixien a la Catalunya del moment, però que, en canvi, se n'allunyen en aspectes importants com són l'orquestració –a Catalunya es treballa amb orquestres més reduïdes i amb plantejaments i tècniques menys variats– el desenvolupament i el treball temàtic que en aquestes obres és menys ambiciós i opta més per la melodia acompanyada i per la repetició de temes abans que per la seva transformació, i, en general en l'envergadura i dimensió de les obres, que és més reduïda.
L'Arxiu de la Comunitat de Preveres de l'església de Santa Maria, de Vilafranca del Penedès, que es conserva al Museu d'aquesta població és el fons que recull més composicions d'aquest gènere i període.

## La simfonia alseglexix

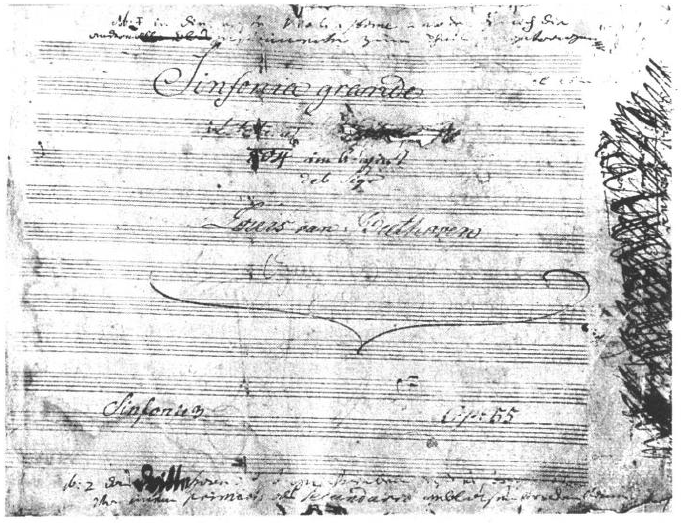
Portada de la 3a simfonia de Beethoven, que conté la dedicatòria a Napoleó, posteriorment anul·lada

La gran transformació del gènere que va tenir lloc al segle xix arrenca de les nou simfonies de Beethoven i la influència que aquestes van tenir en un gran nombre de compositors rellevants al llarg de bona part del segle. Si les seves dues primeres simfonies van romandre dins de l'òrbita de l'estil de Haydn –que en un moment de la seva vida havia estat mestre seu, tot i que la relació entre ells es va deteriorar profundament– però no a partir de la tercera. En la seva producció simfònica destaquen la mateixa tercera, entre altres pel que té de reivindicació romàntica de l'individu –de l'individu heroic, de l'heroi individual, s'entén–, la cinquena, que al seu primer moviment en forma sonata esdevé una manifestació magistral de la capacitat de transformació que té el motiu que en aquest cas només consta de quatre notes (i que posteriorment es va voler identificar amb la crida del destí), la sisena, coneguda coma Pastoral en la qual l'autor avança en l'exploració de la capacitat de la música com a evocadora de conceptes extramusicals, en aquest cas vinculats a la natura, tema de gran interès per als romàntics, i, finalment, la novena, que amb l'aparició dels solistes vocals i del cors cantant l'Oda (o Himne) a l'alegria, de Friedrich Schiller al quart moviment, no sols porta la seva dimensió temporal a unes magnituds a penes conegudes fins al moment, sinó que, sobretot, trenca la barrera de la simfonia com un gènere exclusivament instrumental, un model que després seguiren altres compositors romàntics com el mateix Felix Mendelssohn a la seva segona simfonia Lobgesang (cant de lloança).
Paral·lelament, les simfonies de Haydn pràcticament van caure en l'oblit; però no així les de Mozart que es continuaven interpretant. Les de Mozart eren les obres que s'escoltaven; les de Beethoven les que els autors imitaven.
La composició de simfonies evolucionà al llarg de la primera meitat del segle amb les deu simfonies de Franz Schubert que, des de Viena, seguia els passos de Beethoven amb resultats molt personals (sobretot a les seves dues simfonies, les números 8 i 9), obres que, al seu torn, influïren en les quatre simfonies de Robert Schumann i –encara uns anys més tard– de Johannes Brahms. Les seves quatre simfonies, probablement el punt màxim d'evolució del gènere dins del romanticisme, destaquen per l'equilibri –que sempre s'hi ha volgut veure– entre un formalisme de tall clàssic, i una expressivitat intensament romàntica que queda molt lluny de les dimensions de les nou simfonies de Anton Bruckner, l'altre cim del gènere del període. En aquesta mateixa línia germànica destaquen les cinc simfonies (més tretze simfonies de corda) de Felix Mendelssohn. Més enllà, i ja projectant-se cap al que sovint s'anomena el postromanticisme, queden les deu simfonies de Gustav Mahler.
Però altres països desenvolupaven altres línies d'evolució del gènere. En primer lloc, cal referir-se a França i en concret a l'obra d'Hector Berlioz que porta més enllà les idees descriptives i programàtiques que Beethoven ha mostrat en les seves simfonies 3 i 6. És especialment important en el camí evolutiu del gènere la Simfonia fantàstica, pel detallat programa que comporta, per l'absolut convenciment que l'autor té que el programa serà perfectament entès sense necessitat d'explicar-lo, simplement de l'escolta de la música, per com supera el patró formal de quatre moviments i la construeix basant-se en les que necessita per explicar una història, per ser fidel al programa, i per l'aparició de la tècnica compositiva de la idée fixe. Si l'estructura d'aquesta obra queda com un precedent del poema simfònic –d'alguna manera el gènere que encaixa més bé amb el romanticisme que no pas amb la simfonia en tant que permet una llibertat formal més gran– la idée fixe ho és del leitmotiv wagnerià.

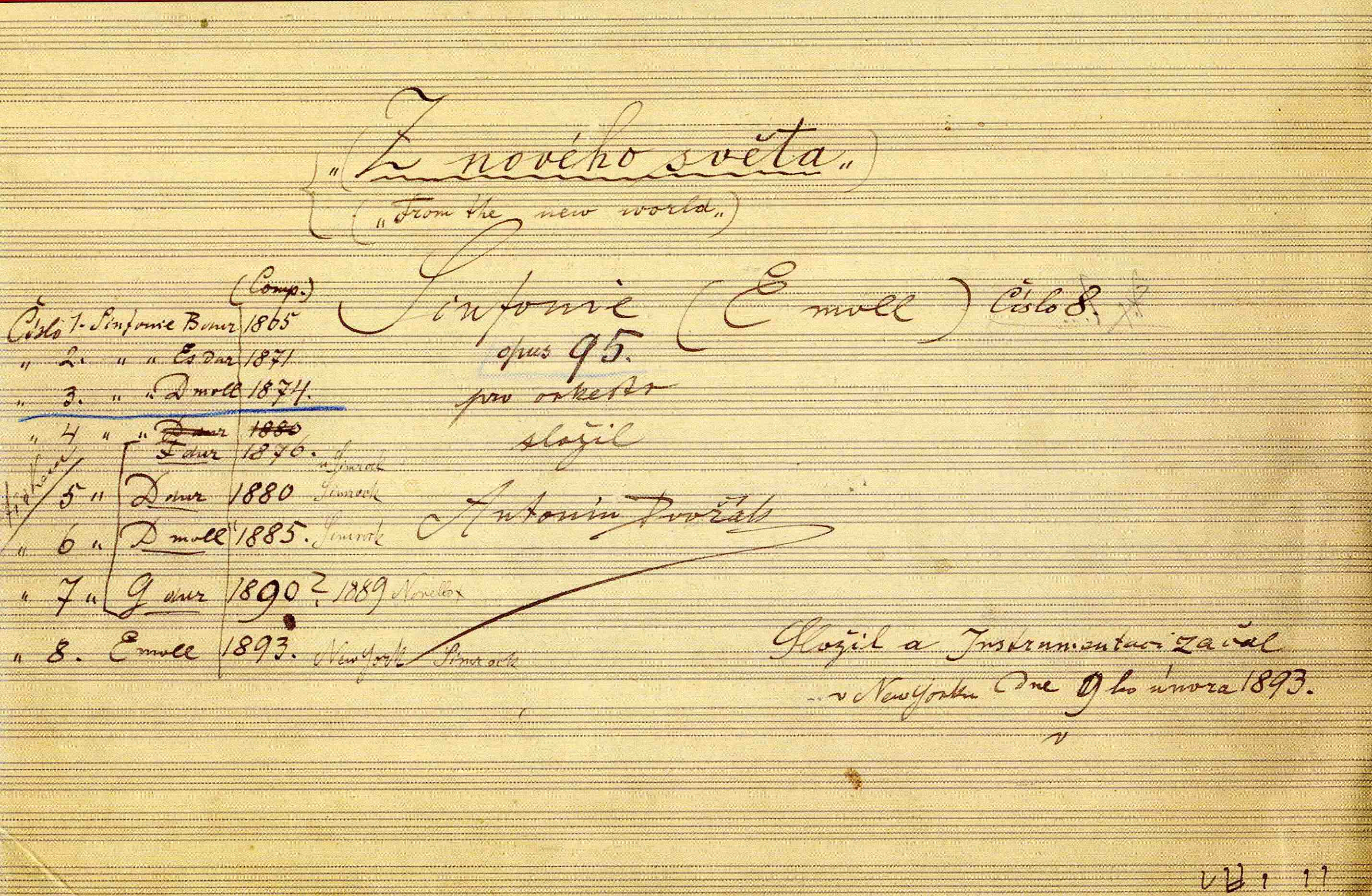
Autògraf de la portada de la novena simfonia de Dvořák, anomenada Del nou món

A final de segle, i com a reacció al que des de molts països es va entendre com un nacionalisme alemany, germànic, que havia imposat el seu gust als pobles veïns, sorgiren diverses escoles anomenades nacionalistes les principals figures dels quals excel·liren sovint com a reconeguts autors de simfonies, un gènere que s'havia difós, precisament, amb un segell marcadament germànic. Destaquen les simfonies –o, si més no, algunes simfonies– d'Antonín Dvořák, en especial la novena coneguda com a Simfonia del Nou Món, entre els compositors txecs; les de Piotr Ilitx Txaikovski, Aleksandr Borodín i de Nikolai Rimski-Kórsakov entre els autors russos, a més de les de Jean Sibelius i de Carl Nielsen entre els autors nòrdics.
De totes maneres, no es pot oblidar que, durant algunes dècades de la primera meitat de segle, les simfonies operístiques, és a dir, allò que avui coneixem sobretot com a obertures d'òpera compostes per Gioacchino Rossini van constituir models que foren imitats per molts autors especialment dels països de l'Europa meridional, no sols en la composició de les seves òperes, sinó també de les seves simfonies.
Algunes de les direccions que va prendre l'evolució que sofrí el gènere en aquell segle –des del punt de vista de la creació– foren una major llibertat formal, un creixement notable de les dimensions mitjanes de les obres (una durada en augment), l'ús dels nous instruments que s'incorporaven a l'orquestra, la incorporació de programes amb idees, narracions… extramusicals, i una certa proliferació de simfonies ja no escrites per a orquestra sinó per a orgue, un instrument que intentava emular les sonoritats i també alguns dels gèneres orquestrals.

### La simfonia a Catalunya alseglexix
D'ençà del final de la Guerra del Francès i de la recuperació de la vida musical als principals centres del país, l'obra operística de Gioacchino Rossini entrà amb una força i exercí una influència sobre els autors locals encara més gran que la que tres dècades abans havia exercit la música de Haydn i la d'Ignaz Pleyel La música orquestral i més concretament simfònica de Beethoven no va influir d'una manera semblant fins unes dècades més tard quan aquest repertori es començà a programar als concerts oferts per les societats filharmòniques que s'instituïren al país, especialment a Barcelona Més tard encara, foren els corrents nacionalistes i el wagnerisme els pressupostos estètics i tècnics que dictaren els cànons de la simfonia a Catalunya.
Alguns compositors que van escriure simfonies al llarg del segle xix a Catalunya són: 
- Mateu Ferrer
- Ramon Carnicer
- Ignasi Ayné
- Marià Obiols
- Gabriel Balart
- Francesc Andreví[16]
- Ramon Bosch[17]
- Josep Pons, autor d'origen gironí que va escriure 10 simfonies en el període en què treballà a València[18]
- Joan Pont, etc.

## La simfonia als seglesxxixxi
La composició musical durant les primeres dècades del segle xx va estar marcada per intensos canvis en relació amb la tradició romàntica que es manifestaren, sobretot, en la dissolució de la tonalitat (les de Mahler, Nielsen i Sibelius, tot i que estèticament es vinculen al gran cicle del romanticisme, cronològicament pertanyen al segle xx. No pas per casualitat foren els autors més compromesos en el manteniment de la tonalitat –o si més no es comptaven entre pioners a abraçar l'atonalitat– els que van continuar donant validesa a la simfonia com un marc encara vàlid per a la composició de noves obres. Entre aquests es troben Edward Elgar o Ralph Vaughan-Williams al Regne Unit, Arthur Honegger i Darius Milhaud a França, etc. Això no es pot fer oblidar la simfonia d'Anton Webern i les simfonies de cambra d'Arnold Schönberg. En el cas d'Igor Stravinski el terme és emprat amb sentits diversos: la seva simfonia en do pertany a la seva època neoclàssica i és un retorn als patrons de finals del segle xviii, mentre que a la simfonia dels salms, una peça per a cor i orquestra sense violins es remunta al concepte barroc de peça en estil concertant.Sergei Prokofiev i Dmitri Xostakóvitx escriuen simfonies com una aposta formal consegüent amb el seu neoclassicisme en el primer cas i amb el cànon estètic imposat per les autoritats de l'URSS, en el segon.
Després de la Segona Guerra Mundial l'avantguarda compositiva va mostrar poc interès i dedicació a aquest gènere, a excepció d'unes poques obres. Però paral·lelament es consolida un fenomen no pas compositiu sinó interpretatiu i que condiciona el consum musical de la població, que ja s'havia iniciat unes dècades abans: l'estandardització creixent del repertori orquestral, del repertori que tocaven les orquestres –majoritàriament europees i nord-americanes– passà especialment per la simfonia com a gènere predilecte, conjuntament com el concert per a un instrument solista.
A les societats catalanoparlants han escrit simfonies durant el segle xx Òscar Esplà, Josep Soler, Josep M. Mestres Quadreny i Joan Guinjoan, entre d'altres.

## Llista de compositors que han compost simfonies
No figuren ací més que compositors que han compost almenys dues simfonies:
| - Jean Absil (5 simfonies) - Kalevi Aho (14 simfonies) - Hugo Alfvén (5 simfonies) - Malcolm Arnold (9 simfonies) - Kurt Atterberg (9 simfonies) - Carl Philipp Emanuel Bach (una cinquantena) - Johann Christian Bach (91 simfonies) - Mili Balakirev (2 simfonies) - Ludwig van Beethoven (9 simfonies) - Sadao Bekku (5 simfonies) - Hector Berlioz (4 simfonies) - Leonard Bernstein (3 simfonies) - Franz Berwald (4 simfonies) - Luigi Boccherini (una quarantena) - Aleksandr Borodín (3 simfonies) - Rutland Boughton (3 simfonies) - William Boyce (8 simfonies) - Johannes Brahms (4 simfonies) - Havergal Brian (32 simfonies) - Anton Bruckner (9 simfonies, la darrera inacabada) - Dmitri Xostakóvitx (15 simfonies) - Gloria Coates (14 simfonies) - Karl Ditters von Dittersdorf (une seixantena) - Henri Dutilleux (2 simfonies) - Antonín Dvořák (9 simfonies) - Anton Eberl (5 simfonies) - Edward Elgar (3 simfonies, la darrera inacabada) - Georges Enesco (3 simfonies) - Zdeněk Fibich (3 simfonies) - Wilhelm Furtwängler (3 simfonies) - Niels Gade (9 simfonies) - Friedrich Gernsheim (4 simfonies) - Philip Glass (8 simfonies) - Aleksandr Glazunov (8 simfonies) - Reinhold Glière (3 simfonies) - Friedrich Goldmann (4 simfonies) - Karl Amadeus Hartmann (8 simfonies) - Joseph Haydn (104 simfonies) - Hans Werner Henze (10 simfonies) - Alun Hoddinott (9 simfonies) - Arthur Honegger (5 simfonies) - Alan Hovhaness (67 simfonies) - Charles Ives (5 simfonies) - Miloslav Kabeláč (8 simfonies) - Aram Khatxaturian (3 simfonies) - Jaroslav Krček (3 simfonies) - Franz Liszt (2 simfonies) - George Lloyd (12 simfonies) - Witold Lutoslawski (4 simfonies) - Albéric Magnard (4 simfonies) - Gustav Mahler (10 simfonies, la darrera inacabada) - Gian Francesco Malipiero (11 simfonies) | - Pere Miquel Marquès (5 simfonies) - Bohuslav Martinů (6 simfonies) - Emilie Mayer (8 simfonies) - Felix Mendelssohn (5 simfonies, més 13 simfonies de corda) - Olivier Messiaen (2 simfonies) - Nikolai Miaskovski (27 simfonies) - Darius Milhaud (12 simfonies) - Johann Melchior Molter (170 simfonies) - Wolfgang Amadeus Mozart (41 simfonies) - Carl Nielsen (6 simfonies) - Mikhail Nossirev (4 simfonies) - Arvo Pärt (3 simfonies) - Krzysztof Penderecki (8 simfonies) - Allan Pettersson (17 simfonies, la darrera inacabada) - Serguei Prokófiev (7 simfonies) - Serguei Rakhmàninov (3 simfonies) - Joachim Raff (10 simfonies) - Ture Rangström (4 simfonies) - Nikolai Rimski-Kórsakov (3 simfonies) - Guy Ropartz (5 simfonies) - Antonio Rosetti (44 simfonies) - Albert Roussel (4 simfonies) - Edmund Rubbra (11 simfonies) - Camille Saint-Saëns (5 simfonies) - Franz Schmidt (4 simfonies) - Alfred Schnittke (9 simfonies) - Franz Schubert (10 simfonies, la setena, l'octava i la darrera inacabades) - Erwin Schulhoff (8 simfonies, les dues darreres inacabades) - Robert Schumann (4 simfonies) - Aleksandr Skriabin (5 simfonies) - Rodion Shchedrin (3 simfonies) - Leif Segerstam (173 - sèrie en curs) - Jean Sibelius (7 simfonies) - Robert Simpson (11 simfonies) - Christian Sinding (4 simfonies) - Richard Strauss (4 simfonies) - Lepo Sumera (6 simfonies) - Ígor Stravinski (4 simfonies) - Karol Szymanowski (4 simfonies) - Alexandre Tansman (9 simfonies) - Piotr Ilitx Txaikovski (6 simfonies) - Charles Tournemire (8 simfonies) - Eduard Tubin (9 simfonies) - Erkki-Sven Tüür (5 simfonies) - Jiří Válek (18 simfonies) - Pēteris Vasks (3 simfonies) - Ralph Vaughan Williams (9 simfonies) - Anatol Vieru (6 simfonies) - Heitor Villa-Lobos (12 simfonies) - Egon Wellesz (9 simfonies) - Ernst Wilhelm Wolf (15 simfonies) |

## So
- Henry Purcell: Simfonia de "Welcome to all the pleasures”, Oda per al dia de Santa Cecília (?·pàg.)
- Mozart: primer moviment de la simfonia 40 (?·pàg.)
- Haydn: Segon moviment de la simfonia “el rellotge” (?·pàg.)
- Beethoven: quart moviment de la simfonia número 5 (?·pàg.)
- Beethoven:Tercer moviment de la simfonia número 6 (?·pàg.)
- Schubert: Segon moviment de la simfonia número 8 (?·pàg.)
- Mendelssonh: Quart moviment de la quarta sinfonia, “italiana” (?·pàg.)
- Gounod: Primer moviment de la petita simfonia (?·pàg.)
- Dvořák: segon moviment de la Simfonia del nou món (?·pàg.)